# 让·弗鲁瓦萨尔
让·弗鲁瓦萨尔（法語：Jean Froissart，約1337年—1405年），或譯傅华萨，是一位来自低地的法国中世纪作家和宫廷历史学家。他的作品包括《大事記》与《梅利亚多》(Meliador，一部亚瑟王式的浪漫故事)，以及大量的诗歌，既包括短抒情诗，也有较长的叙事诗。其著作《大事记》被認為是表现14世紀英格蘭、法兰西与苏格兰騎士復興的主要作品，也是百年戰爭前半部分的主要參考文獻之一。

## 生平
人们对弗鲁瓦萨尔的生平知之甚少，主要来自他的历史著作和档案资料，这些资料提到他为贵族服务或收到贵族的礼物。虽然他的诗歌过去也被用来还原他生平的各个方面，但这种方法实际上是有缺陷的，因为许多诗歌中出现的“我”这一角色不应当解释为对作者经历的可靠参考。这就是德·卢泽 (Pieter de Looze)将这些作品描述为“伪自传体”的原因。
弗鲁瓦萨尔来自埃诺伯国的瓦朗谢讷，位于神圣罗马帝国的西端，与法国接壤。早期的学者认为他的父亲是纹章图案的画家，但实际上几乎没有证据证明这一点。其他结论包括他最开始从事商人工作，但很快就放弃了，成为一名神职人员。这个结论也没有真实的证据，因为支撑这个结论的诗歌并不是真正的自传体。
大约24岁时，弗鲁瓦萨尔离开了埃诺，并于1361年或1362年进入英格兰王后埃诺的菲莉帕的宫廷服务，一直持续到1369年王后去世为止。这项服务经常被描述为包括宫廷诗人和/或官方史官的职位。根据现存的英国宫廷档案，克罗伊宁 (Godfried Croenen)得出的结论是，这项服务并不包括宫廷中的官方职位，可能更像是一种文学创造，其内容包括一位宫廷诗人将诗歌献给他的“女士”，并偶尔收到礼物作为报酬。
弗鲁瓦萨尔对作品采取了严肃的态度。他游历了英格兰、苏格兰、威尔士、法国、佛兰德和西班牙，为他的《大事记》收集材料和一手记载。他与克拉伦斯公爵莱昂内尔一起前往米兰，参加并记载了公爵与米兰领主加莱亚佐·维斯孔蒂 (Galeazzo Visconti)的女儿维奥兰特 (Violante)的婚礼。另外两位中世纪的重要作家乔叟和彼特拉克也出席了婚礼。
菲利帕王后去世后，他收到了布拉班特公爵夫人乔安娜 (Joanna)等人的资助，包括班什附近的一个村庄埃斯蒂讷的圣职俸禄，后来成为希迈的司铎——这足以资助进一步的旅行，为他的作品提供了额外的材料。他于1395年回到英格兰，但似乎对他认为是骑士精神终结的变化感到失望。他的死亡日期和情况不详，但埃诺伯国希迈的圣莫内贡达 (St. Monegunda)可能是他遗体的最后安息之地，尽管仍未得到证实。

## 影响
相比于诗歌，弗鲁瓦萨尔的名声更多归功于他的《大事记》。这部著作的文本保存在 100 多本泥金装饰手抄本中，并由许多微型图画家绘制插图。其中一本装饰最华丽的副本是由佛兰德贵族路易·德·格鲁修斯 (Louis de Gruuthuse)在15世纪70年代委托制作的。这本副本的四卷一共包含112幅微型图，由当时著名的布鲁日艺术家绘制，包括绘制了前两卷中的微型图的Loiset Lyédet。弗鲁瓦萨尔被认为是最早提到欧洲发条装置中机轴擒纵机构的使用的人之一（于1368年）。
英国作曲家爱德华·埃尔加写了一首名为《弗鲁瓦萨尔》的序曲。

## 延伸阅读
- Peter Ainsworth, "Froissart, Jean", in Graeme Dunphy, Encyclopedia of the Medieval Chronicle, Leiden, Brill, 2010, pp. 642–645 (ISBN 90-04-18464-3).
- Cristian Bratu, « Je, auteur de ce livre »: L’affirmation de soi chez les historiens, de l’Antiquité à la fin du Moyen Âge. Later Medieval Europe Series (vol. 20). Leiden: Brill, 2019 (ISBN 978-90-04-39807-8).
- Cristian Bratu, "Je, aucteur de ce livre: Authorial Persona and Authority in French Medieval Histories and Chronicles." In Authorities in the Middle Ages. Influence, Legitimacy and Power in Medieval Society. Sini Kangas, Mia Korpiola, and Tuija Ainonen, eds. (Berlin/New York: De Gruyter, 2013): 183–204.
- Cristian Bratu, "Clerc, Chevalier, Aucteur: The Authorial Personae of French Medieval Historians from the 12th to the 15th centuries." In Authority and Gender in Medieval and Renaissance Chronicles. Juliana Dresvina and Nicholas Sparks, eds. (Newcastle upon Tyne: Cambridge Scholars Publishing, 2012): 231–259.
- Cristian Bratu, "De la grande Histoire à l’histoire personnelle: l’émergence de l’écriture autobiographique chez les historiens français du Moyen Age (XIIIe-XVe siècles)." Mediävistik 25 (2012): 85-117.
- Jones, Michael. .  (online) 線上版. 牛津大學出版社. 2004. doi:10.1093/ref:odnb/50195. 需要订阅或英国公共图书馆会员资格

## 外部連結
- Bibliography Jean Froissart（页面存档备份，存于）, compiled by Dr. Godfried Croenen, University of Liverpool.
- The Chronicles of Froissart（页面存档备份，存于）, from Harvard Classics.
- The Online Froissart Project, by the University of Sheffield and the University of Liverpool.
- Jean Froissart（页面存档备份，存于）, entry in the Encyclopedia Britannica.
- The Chronicles of Froissart Full 12 Volumes Edition online（页面存档备份，存于）
- Works by Jean Froissart on Internet Archive.